# Ебоніт

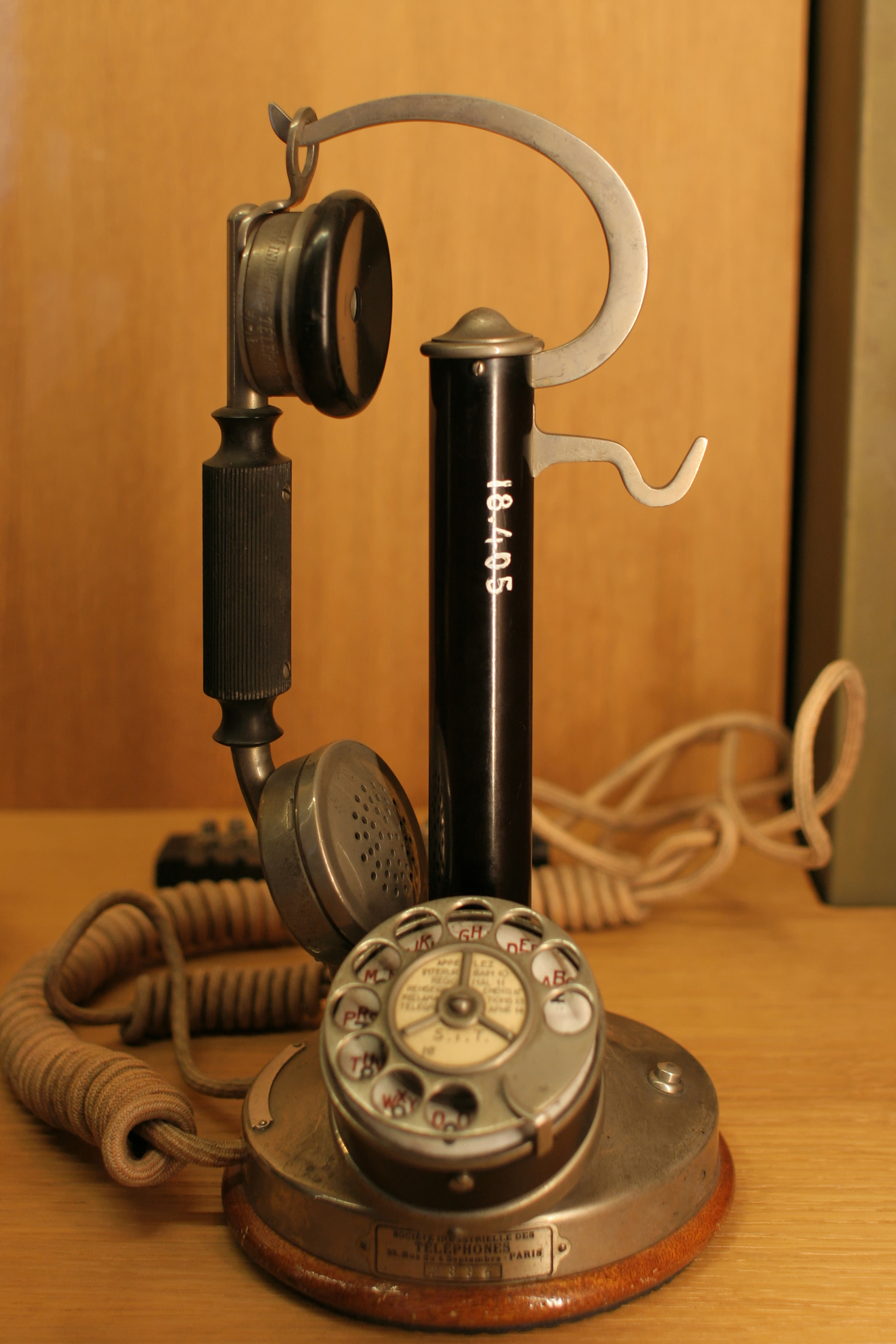
Телефонний апарат, окремі деталі якого виготовлені з ебоніту

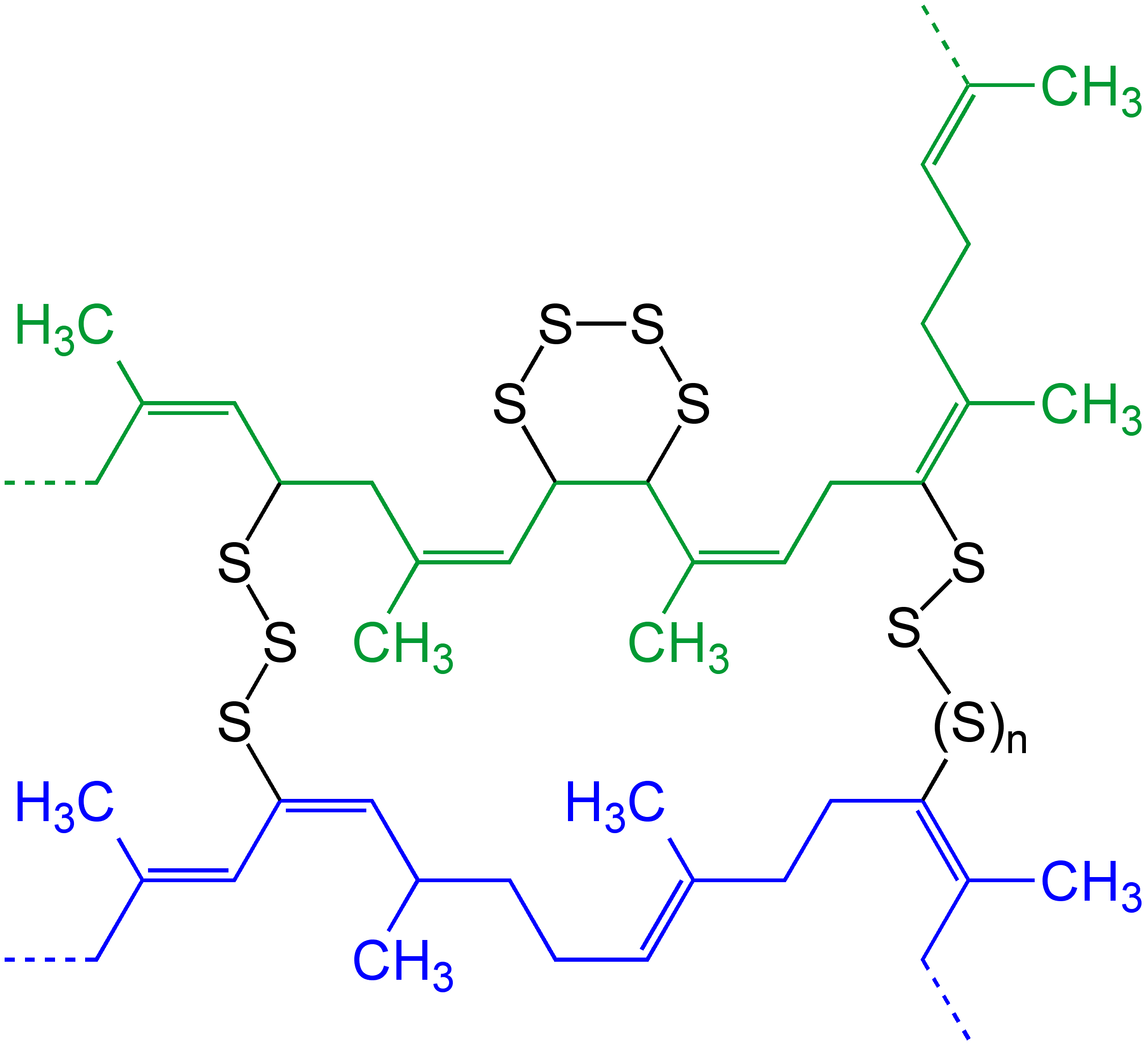
Схематичне представлення двох макромолекул (зображені блакитним та зеленим кольором) натурального каучуку після вулканізації із сіркою

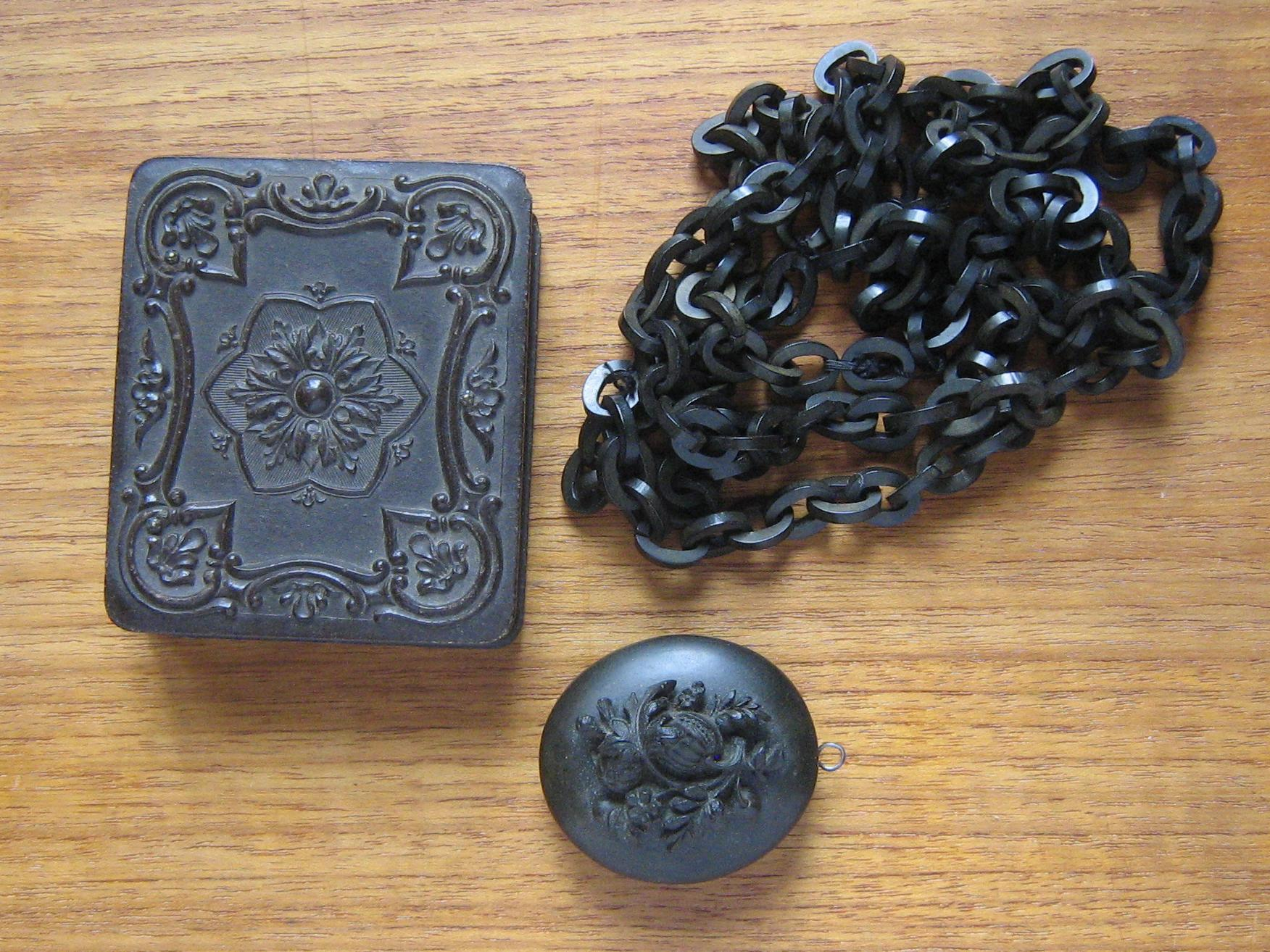
Вироби з ебоніту (19 століття)

Ебоні́т (дав.-гр. ἔβενος — чорне дерево) — вулканізований каучук з великим вмістом сірки (30…50 % в розрахунку на масу каучуку), зазвичай темно-бурого або чорного кольору.

## Хімічний склад та марки
Якщо зв'язаної сірки в ебоніті близько 32 % (що вважається оптимальним), то це відповідає формулі (C6H9S)2.
Як наповнювачі для ебоніту застосовують ебонітовий пил, тальк, пемзу, білу сажу та інші. Сажу вводять у невеликих кількостях (3…5 %) для надання ебоніту чорного кольору (великі дози сажі погіршують діелектричні властивості).
За ГОСТ 2748-77 залежно від призначення ебоніт виготовляють трьох марок
А — для високої електричної ізоляції;
Б — для загальної електричної ізоляції;
В — як конструкційний матеріал.
Форма поставки — пластини, стрижні і трубки.

## Властивості

### Фізичні властивості
На відміну від м'якої гуми, ебоніт не проявляє високої еластичності при звичайних температурах і нагадує тверду пластмасу. Основні фізико-механічні та електричні властивості:
- відносне видовження при розтягуванні 3 %;
- густина 1,25…1,4 г/см³;
- модуль Юнга 2…3 ГПа (20·10³…30·10³ кгс/см²);
- міцність при розтягненні 7…17 МПа (70…170 кгс/см²);
- питомий об'ємний електричний опір 1012…1013 Ом·м;
- електрична міцність не менше 15 кВ/мм;
- тангенс кута діелектричних втрат при 106 Гц, не більше 0,01.

### Експлуатаційні властивості
- добре піддається механічній обробці;
- негігроскопічний;
- газонепроникний;
- кислотостійкий;
- стійкий до дії основ, солей, рослинних і тваринних жирів;
- добрий електроізолятор;
- робочий діапазон температур від -50 °C до +60 °C.

### Обмеження та недоліки
Ебоніт має здатність до набухання в сірковуглеці й нафтопродуктах, розчиняється в парафіні при температурах вищих за 300 °C із виділенням сірководню. При дії сонячного світла внаслідок окислення ізоляційні властивості ебоніту зменшуються. Розм'якшується ебоніт зазвичай при температурах 70…80 °C, а при охолодженні знову твердне, при температурах ≥ 200 °C обвуглюється без плавлення.

## Використання
З 1980-х років ебоніт практично витіснений пластмасами, що переважають його за діелектричними властивостям і хімічною стійкістю.
Ебоніти застосовувалися як електроізолятори і кислотостійкі матеріали при виробництві електроізоляційних деталей приладів, різних місткостей для агресивних рідин, корпуси кислотних акумуляторів і т. д. Ебоніти також використовувалися як замінники дорогих матеріалів типу слонової кістки, рогу чи черепахового панцира.
На початку і середині XX століття з ебоніту виготовляли гребінці, рукоятки ножів, мундштуки для люльок і сигарет, грамплатівки, мундштуки для кларнетів і саксофонів. Також виготовляли з ебоніту сопілки, флейти і кларнети.